# Vladimir Dmitrievič Golicyn
Principe Vladimir Dmitrievič Golicyn, (in russo Владимир Дмитриевич Голицын?) (San Pietroburgo, 30 settembre 1815 – San Pietroburgo, 21 febbraio 1888), è stato un ufficiale russo.

## Biografia
Era il figlio di Dmitrij Vladimirovič Golicyn, e di sua moglie, Tat'jana Vasil'evna Vasil'čikova.

## Carriera
Il 6 dicembre 1838, il principe venne promosso a tenente e il 30 marzo 1841 raggiunse il grado di capitano. Il 28 marzo 1842 è stato nominato aiutante di campo di Aleksandr Ivanovič Černyšëv, ministro della guerra.
Accompagnò il principe Černyšëv nel Caucaso dove partecipò a una spedizione, per il quale è stato insignito dell'Ordine di San Vladimiro. Successivamente fu promosso a capitano e al suo ritorno alla campagna ungherese a colonnello. Nel 1850 è stato insignito dell'Ordine di Sant'Anna e alla Croce dell'Ordine Imperiale di Leopoldo. Ben presto venne nominato comandante del 13º reggimento dei dragoni.

## Matrimonio
Sposò, nel 1857, Marija Michajlovna Paškova (1834-1910), la figlia del tenente generale Michail Vasil'evič Paškov e di Marija Baranova Trofimovna. Ebbero una figlia:
- Marija Vladimirovna (1860-1933), sposò Aleksej Nikolaevič Voejkov (1865-1942).

## Morte
Morì il 21 febbraio 1888 a San Pietroburgo, e fu sepolto nella Chiesa dell'Annunciazione.